# ISO 3166-2:ID
ISO 3166-2:ID è uno standard ISO che definisce i codici geografici delle suddivisioni dell'Indonesia; è un sottogruppo dello standard ISO 3166-2.
I codici sono assegnati a due livelli di suddivisione del paese: a sette "unità geografiche" (isole maggiori o gruppi di isole), che non hanno funzione amministrativa, e alle 33 province. Sono tutti formati da ID- (sigla ISO 3166-1 alpha-2 dello Stato), seguito da due lettere.

## Codici

Unità geografiche dell'Indonesia definite nell'ISO 3166-2:ID
ID-SM
ID-JW
ID-KA
ID-NU
ID-SL
ID-ML
ID-PP

ID-SM
     ID-JW
     ID-KA
     ID-NU
     ID-SL
     ID-ML
     ID-PP

### Unità geografiche
| Codice | Suddivisione              |
| ------ | ------------------------- |
| ID-JW  | Giava                     |
| ID-KA  | Kalimantan                |
| ID-ML  | Molucche                  |
| ID-NU  | Piccole Isole della Sonda |
| ID-PP  | Nuova Guinea Occidentale  |
| ID-SL  | Sulawesi                  |
| ID-SM  | Sumatra                   |

### Province
| Codice | Provincia                 | Tipo               | Unità geografica di appartenenza |
| ------ | ------------------------- | ------------------ | -------------------------------- |
| ID-AC  | Aceh                      | provincia autonoma | Sumatra                          |
| ID-BA  | Bali                      | provincia          | Piccole Isole della Sonda        |
| ID-BB  | Bangka-Belitung           | provincia          | Sumatra                          |
| ID-BT  | Banten                    | provincia          | Giava                            |
| ID-BE  | Bengkulu                  | provincia          | Sumatra                          |
| ID-GO  | Gorontalo                 | provincia          | Sulawesi                         |
| ID-JA  | Jambi                     | provincia          | Sumatra                          |
| ID-JB  | Giava Occidentale         | provincia          | Giava                            |
| ID-JT  | Giava Centrale            | provincia          | Giava                            |
| ID-JI  | Giava Orientale           | provincia          | Giava                            |
| ID-KB  | Kalimantan Occidentale    | provincia          | Kalimantan                       |
| ID-KS  | Kalimantan Meridionale    | provincia          | Kalimantan                       |
| ID-KT  | Kalimantan Centrale       | provincia          | Kalimantan                       |
| ID-KI  | Kalimantan Orientale      | provincia          | Kalimantan                       |
| ID-KU  | Kalimantan Settentrionale | provincia          | Kalimantan                       |
| ID-KR  | Isole Riau                | provincia          | Sumatra                          |
| ID-LA  | Lampung                   | provincia          | Sumatra                          |
| ID-MA  | Maluku                    | provincia          | Molucche                         |
| ID-MU  | Maluku Settentrionale     | provincia          | Molucche                         |
| ID-NB  | Nusa Tenggara Occidentale | provincia          | Piccole Isole della Sonda        |
| ID-NT  | Nusa Tenggara Orientale   | provincia          | Piccole Isole della Sonda        |
| ID-PA  | Papua                     | provincia          | Nuova Guinea                     |
| ID-PB  | Papua Occidentale         | provincia          | Nuova Guinea                     |
| ID-PD  | Papua sud-occidentale     | provincia          | Nuova Guinea                     |
| ID-PE  | Papua Pegunungan          | provincia          | Nuova Guinea                     |
| ID-PS  | Papua meridionale         | provincia          | Nuova Guinea                     |
| ID-PT  | Papua centrale            | provincia          | Nuova Guinea                     |
| ID-RI  | Riau                      | provincia          | Sumatra                          |
| ID-SR  | Sulawesi Occidentale      | provincia          | Sulawesi                         |
| ID-SN  | Sulawesi Meridionale      | provincia          | Sulawesi                         |
| ID-ST  | Sulawesi Centrale         | provincia          | Sulawesi                         |
| ID-SG  | Sulawesi Sudorientale     | provincia          | Sulawesi                         |
| ID-SA  | Sulawesi Settentrionale   | provincia          | Sulawesi                         |
| ID-SB  | Sumatra Occidentale       | provincia          | Sumatra                          |
| ID-SS  | Sumatra Meridionale       | provincia          | Sumatra                          |
| ID-SU  | Sumatra Settentrionale    | provincia          | Sumatra                          |
| ID-JK  | Giacarta                  | distretto speciale | Giava                            |
| ID-YO  | Yogyakarta                | regione speciale   | Giava                            |

## Cambiamenti
I seguenti cambiamenti sono avvenuti dalla pubblicazione dell'ISO 3166-2 nel 1998:
| Newsletter                                             | Data                                       | Descrizione |
| ------------------------------------------------------ | ------------------------------------------ | --- |
| I-2 Archiviato il 31 gennaio 2012 in Internet Archive. | 21 maggio 2002                             | Aggiunta di quattro province: Bangka-Belitung (ID-BB), Banten (ID-BT), Gorontalo (ID-GO), Maluku Settentrionale (ID-TT); eliminazione di una, Timor Est (ID-TT, vedi ISO 3166-2:TL); cambiamento del codice di Papua da ID-IJ a ID-PA |
| I-4 Archiviato il 6 giugno 2011 in Internet Archive.   | 10 dicembre 2002                           | Cambio del nome di un'unità geografica |
| I-6 Archiviato il 12 gennaio 2012 in Internet Archive. | 8 marzo 2004                               | Cambio dello status di Aceh; aggiunta della provincia delle Isole Riau (ID-KR) |
| I-7 Archiviato il 6 giugno 2011 in Internet Archive.   | 13 settembre 2005                          | Aggiunta della provincia del Sulawesi Occidentale (ID-SR) |
| II-1                                                   | 3 febbraio 2010 (corretto il 19 febbraio)  | Aggiunta di Irian Jaya Occidentale (ID-PB) |
| II-3                                                   | 13 dicembre 2011 (corretto il 15 dicembre) | Rimozione di codice duplicato (Molucche da ID-MA a ID-ML) |